# Mary Gilchrist
Mary Dinorah Gilchrist (c. 1882 - 14 de janeiro de 1947, Edimburgo) foi uma jogadora de xadrez da Escócia, duas vezes vencedora do Campeonato Britânico de xadrez em 1929 e 1934. No Campeonato Mundial Feminino de Xadrez, ficou em terceiro lugar em Folkestone (1933) e empatado em oitavo em Estocolmo (1937), ambos vencidos por Vera Menchik.